# Спенсер (Індіана)
Спенсер (англ. Spencer) — місто (англ. town) в США, в окрузі Оуен штату Індіана. Населення — 2454 особи (2020).

## Географія
Спенсер розташований за координатами 39°17′10″ пн. ш. 86°46′10″ зх. д. / 39.28611° пн. ш. 86.76944° зх. д. (39.286121, -86.769484).  За даними Бюро перепису населення США в 2010 році місто мало площу 3,27 км², уся площа — суходіл. В 2017 році площа становила 4,10 км², уся площа — суходіл.

## Демографія
Згідно з переписом 2010 року, у місті мешкало 2217 осіб у 1008 домогосподарствах у складі 554 родин. Густота населення становила 679 осіб/км².  Було 1123 помешкання (344/км²).
Расовий склад населення:
| - 98,1 % — білих - 0,5 % — азіатів - 0,2 % — корінних американців - 0,1 % — чорних або афроамериканців |

До двох чи більше рас належало 0,9 %. Частка іспаномовних становила 2,1 % від усіх жителів.
За віковим діапазоном населення розподілялося таким чином: 20,1 % — особи молодші 18 років, 60,1 % — особи у віці 18—64 років, 19,8 % — особи у віці 65 років та старші. Медіана віку мешканця становила 41,8 року. На 100 осіб жіночої статі у місті припадало 89,5 чоловіків;  на 100 жінок у віці від 18 років та старших — 84,0 чоловіків також старших 18 років.
Середній дохід на одне домашнє господарство  становив 37 978 доларів США (медіана — 29 926), а середній дохід на одну сім'ю — 44 801 долар (медіана — 37 609). Медіана доходів становила 31 175 доларів для чоловіків та 31 534 долари для жінок. За межею бідності перебувало 21,0 % осіб, у тому числі 33,5 % дітей у віці до 18 років та 10,3 % осіб у віці 65 років та старших.
Цивільне працевлаштоване населення становило 988 осіб. Основні галузі зайнятості: освіта, охорона здоров'я та соціальна допомога — 23,8 %, виробництво — 22,9 %, роздрібна торгівля — 16,8 %.